# جم (بوشهر)
شهر جم مرکز شهرستان جم در استان بوشهر است. این شهر در فاصلهٔ ۲۶۵ کیلومتری با مرکز استان قرار دارد. این شهر در مقایسه با بیشتر شهرهای استان بوشهر، آب و هوایی معتدل تر دارد و ارتفاع این شهر از سطح دریا حدود ۶۴۱ متر است. همچنین فاصله این شهر تا خلیج فارس (بندر سیراف) حدود ۲۵ کیلومتر می‌باشد. بر اساس سرشماری سال ۱۳۹۵جمعیت شهر جم ۳۱٬۰۰۰ نفر است.

## آب و هوای شهر جم
این منطقه در ۶۵ کیلومتری منطقه عسلویه قرار دارد که به دلیل وجود کوه‌هایی در اطراف این شهر، به دور از آلودگی زیاد و رطوبت شدید منطقه عسلویه و کنگان قرار گرفته است. شهر جم پاک‌ترین شهر نزدیک شهرستان‌های عسلویه و کنگان می‌باشد. شهر جم در منطقه‌ای کوهستانی با دمای متوسط ۲۳ درجه سانتیگراد (۸ درجه کمتر از عسلویه) از خنک‌ترین شهرهای استان بوشهر است. رطوبت نسبی آن ۳۴ الی ۵۱ درصد (۴۰ درصد کمتر از عسلویه) و میزان بارندگی آن ۳۵۱ میلی‌متر در سال است. دارای وزش بادهای منطقه‌ای مناسبی است.

## اقتصاد
وجود منابع کاری فراوان و پیشرفت‌های اقتصادی در این منطقه جم را به یک شهرستان مهاجرپذیر تبدیل کرده است که نتیجه آن ورود فرهنگ‌های گوناگون به این منطقه است. از ویژگی‌های اقتصادی جم:
1. توسعه مراکز فرهنگی، آموزشی، ورزشی و رفاهی در منطقه و بالا رفتن سطح سواد مردم.
2. پتانسیل گسترش مراکز اقتصادی در بخش‌های کشاورزی، صنعتی و خدماتی.
3. اشتغال ۴۲۰۰۰ نفر به صورت مستقیم و غیر مستقیم و بالا رفتن سطح معیشتی و درآمدی مردم منطقه و شهرهای همجوار.
4. جم در استان بوشهر از جهت کشت انواع خرما، مرکبات و گونه‌های دیگر گیاهی و درختی کم‌نظیر است.
5. دارای منابع گاز و آب در بطن کوه‌های همجوار.
6. از مشکلات این شهر و شهرستان در گذشته می‌توان به کمبود آب شرب و کشاورزی بعلت برداشت بی‌رویه و غیراصولی صنایع نفت و گاز و بی‌توجهی به امر اجرای طرح‌های آبخیزداری منطقه اشاره کرد، که با ساخت آب شیرین کن در بندر سیراف و انتقال آن به این شهر و شهرستان، این مشکل در حال از میان برداشته شدن می‌باشد.
7. رونق مسکن و رشد ساخت و ساز به دلیل تقاضای زیاد و و عرضه کم.
8. هزینه‌های زندگی در این شهرستان بسیار بالا می‌باشد بخصوص اجاره بهاء منازل مسکونی.
9. کمبود خدمات رفاهی همچون استخر سرپوشیده، سینما، هتل یا مسافرخانه نیز باعث جذب سرمایه‌گذاران به این شهر گردیده است.

شهر جم از پتانسیل بسیار بالایی برای سرمایه‌گذاری در بخش‌های صنعتی، گردشگری، اقامتی و خدماتی برخوردار است.

## راه‌های ارتباطی
جم- فیروز آباد- شیراز (۲۸۵ کیلومتر)
جم- گله دار- مهر - لامرد
جم-بندر کنگان- بندر بوشهر (۲۶۵ کیلومتر)
جم- عسلویه- پارسیان- بندر لنگه- بندر عباس
جم- انارستان - دوراهک- خورموج - بندر بوشهر
جم- انارستان- باغان- خورموج- بوشهر

## تاریخ جم
رضا طاهری از پژوهشگران تاریخ و جغرافیای خلیج فارس در کتاب از مروارید تا نفت پیشینه جم را در سه دوره بررسی می‌کند.
دوره ایلامی و هخامنشی تا ساسانیان، دوره اسلامی قرن‌های اولیه هجری قمری، دروه قاجار؛ و معتقد است جم علاوه بر دوران درخشان تاریخی قبل از اسلام از پیشینه بسیار صنعتی و کشاورزی در دوران اسلامی و به خصوص سال‌های شکوفایی تمدن بازرگانی و دریانوردی سیراف برخوردار است. در این دوره که آثار زیادی از آن باقی مانده است کشاورزی، صنعت قنات و کاریزکنی و حجاری و کوزه‌گری از رونق بالایی دارد. جم مهم‌ترین پشتیبان صنعتی و کشاورزی مردمان ثروتمند و بازرگان سیرافی بود و علاوه بر تأمین مایحتاج آب و خوراک سیرافیان، محل زندگی تابستانه خانواده‌های سیرافی بود.
از نواحی یهودی‌نشین جم می‌توان روستاهای چاهه، بهر باغ، بهر مناره و زیبامکان را نام برد که بر اساس شواهد، قبرستان معروف آن‌ها و مناره‌های بلند آن‌ها نیز در این نواحی وجود داشته که تاکنون نیز قسمت‌هایی از آن‌ها پابرجا مانده‌اند.
هنر اصلی مردم این ناحیه کوزه‌گری بوده است که در هنگام کاوشگری در هر یک از این نواحی می‌توان نمونه‌هایی از آن را دید. وجود نقش‌های گوناگون و با رنگ‌ها و طرح‌های پیچیده بر روی آثار باقی‌مانده از این مردمان، نشان دهندهٔ پیشرفت چشمگیر هنر کوزه‌گری در اعصار گذشتهٔ تاریخ جم است.
رضا طاهری در کتاب از مروارید تا نفت در ذکر وجه تسمیه پدری و تل چگاسه می‌نویسد: پوزپدری در جم از نقاط دیدنی جغرافیای تاریخی ایران می‌باشد. پدری احتمالاً از کلمه پد + ری یا پادری به معنای محافظ شهر سلطنتی می‌باشد. پاد حفاظت‌کننده و ری و راگا و راگس نیز شهر سلطنتی معنا می‌دهد. از جمله نام‌های زیبای دیگر کوه‌های جم می‌توان به تل چگاسه اشاره کرد که امروزه بام جم خوانده می‌شود. گاث یا گات یاگاثه در ادبیات کهن ایرانی به معنای سرود می‌باشد. گاس همان لغت پهلوی «گاه» است که به سین ختم می‌شده بمعنی تخت و سریر و مراد «مملکت السریر» است که دولتی مستقل بود و در قفقاز شمالی و مقابله آن با زنگ و مترادف بودن با روم مناسب است. در پارسی باستان گاثو بمعنی جا و مکان و تخت آمده، در اوستا گاتو بمعنی جا و تخت، در پهلوی گاس در هندی باستان گاتو آمده است. ذیل «گاه» با این همه به گمان نگارنده چگاثه از چکاد یا چکاث و چگاث وچگاس ساخته شده است به معنای قله یا بلندی و تَل نیز به معنای تپه می‌باشد و روی هم رفته تل چگاسه به معنای تپهٔ بلند است.

## دین
با وجود اینکه جم در ناحیه‌ای میان شهرستان‌های سنی‌نشین جنوب استان فارس و بوشهر واقع شده است ولی مردم بومی این شهرستان، عمدتاً شیعه هستند، با این همه در میان شهرک نشینان جمعیت چندی از اقلیت‌های زرتشتی، مسیحی و یهودی و نیز اهل سنت زندگی می‌کنند. در سال‌های نه چندان دوری نیز یهودیان بسیاری در جم زندگی می‌کرده‌اند که چند سال پیش به‌طور گروهی به اسراییل مهاجرت کردند.

## نژاد و زبان
گویش جمی نام گویش این منطقه می‌باشد. این گویش در ادامهٔ زبان پهلوی رایج در مناطق جنوبی ایران می‌باشد. باقی‌ماندن واج /v/ در این گویش و عدم تبدیل آن به /b/ یکی از ویژگی‌های آوایی این گویش می‌باشد. واژگان و اصطلاحات کشاورزی و دامداری در این گویش کاملاً متفاوت از فارسی معیار است.
تقریباً همه نژادهای ایرانی از فارس، بختیاری و … در شهرستان جم وجود دارد ولی مردم بومی این شهرستان اکثراً فارس هستند
مردم این شهرستان به زبان فارسی سلیس و روان صحبت می‌کنند به گونه ای که می‌توان گفت یکی از روان‌ترین و اصیل‌ترین لهجه‌های زبان فارسی در این شهر شنیده می‌شود

## نقاط دیدنی
شبیر فکوریان: اگر به دنبال روستای بکر گردشگری هستید، روستای کوهچر پیشنهاد می‌شود، بعد از آن بیدو سفلا
اگر به دنبال نقاط کوهستانی هستید: کوه پدری (جم)، گرو (انارستان)، روستای بیدو سفلا، روستای موردی، کوه سرخان (روستای تشان)، کوه زیرکوه (روستای پشتو)
اگر به دنبال آب روان و جنگل مانند هستید: جنگل گلوبردکان (در نزدیکی انارستان و ریز)، تنگ حنا (روستای شهر خاص)
اگر به دنبال ساختارهای باقی مانده تاریخی هستید: حمام قاجاریه (جم)، آسیاب‌های آبی حرمی اناری، باریکان و علی‌آباد و …
اگر به دنبال رشته قنات‌ها هستید: روستای باریکان، روستای حرمی اناری، روستای گندمزار، روستای سورگو، روستای تشان، روستای دره بان، روستای پشتو، محله گلستان شهر انارستان، شمال شرق شهر ریز، ابتدای جنگل گلوبرکان، روستای شهر خاص
کوه پدری -کنارشی- پیر بی‌بی بانو (جم) - پیر بیراهه امامزاده جعفر (آبگرمک)- مناظر، باغها و بوستانهای روستای باریکان، مناظر زیبای گود لح (چشم‌اندازهایی زیبا در پشت کوه‌های بهرباغ و علی‌آباد) - حمام قاجاریه (جم) - آسیاب علی‌آباد (طاحونهٔ حاجی مظفر) - رشته قنات قره چناق - تنگ حنا (روستای شهر خاص)- چشمه بنو (تنگمان) - طاقو - حنوط - باغ پدری - سی‌سواران - باغ‌های بیدخوار، نرگسی، بیدبلند، کوری، منظر، حاجی‌آباد، صیدی، پهگو، فرامرزی، انارستان - مناطق باستانی دایو و گلوقلات (گیر کلات) - پیر گلدسته - سد و گورستان تاریخی و باغهای روستای غربه - بناهای تاریخی روستای حرمیک-رشته قنات قدیمی روستاهای تشان ودرهبان
زیارتگاه کوهستانی قدمگاه و دره زیبای مجاور روستای دره پلنگی، مناظر سر سبز کوهچر و باغ‌های زیبای این روستا و همچنین آرامگاه مقدس پیر سر کمر که در ناحیه روستای بهر باغ قرار دارد را می‌توان نام برد
پارک‌های ساخته شده توسط شهرک‌های سازمانی شرکت‌های نفت، پتروشیمی، گاز فجر جم و اکتشاف که در داخل خود شهرک‌های سازمانی قرار دارد مورد استقبال افراد بودی جم به دلیل زیبایی و مدرن گونه بودن قرار گرفته است، و همچنین برای مسافران یک تجربهٔ متفاوتی است زیرا در کنار زیبایی پارکها و اب نماها امنیت زیادی هم وجود داره که این امنیت را حراست‌های استخدامی شرکت‌های مربوطه فراهم می‌کنند.

## اشخاص برجسته
- فاضل جمی: از آثار وی کتاب منشات فاضل می‌باشد. آرامگاه وی در مسجد حاج شیخ شهر جم است.
- آیت الله سیدجلال سجادی زاده: اولین امام جمعه شهرستان کنگان و از افراد پر نفوذ در حوزه های علمیه
- محمد علی خان پریشان
- عبدالله کامران
- سرهنگ پاسدار سیدحسین سجادی زاده: از اولین فرماندهان جنگ ایران و عراق و افراد تاثیر گذار در آزادسازی خرمشهر
- حاج مظفر بزرگ
- علی کامران

## دانشگاه‌های شهر
- دانشکده فنی و مهندسی جم
- دانشگاه پیام نور جم
- دانشگاه آزاد اسلامی جم